# Marie Wijnen

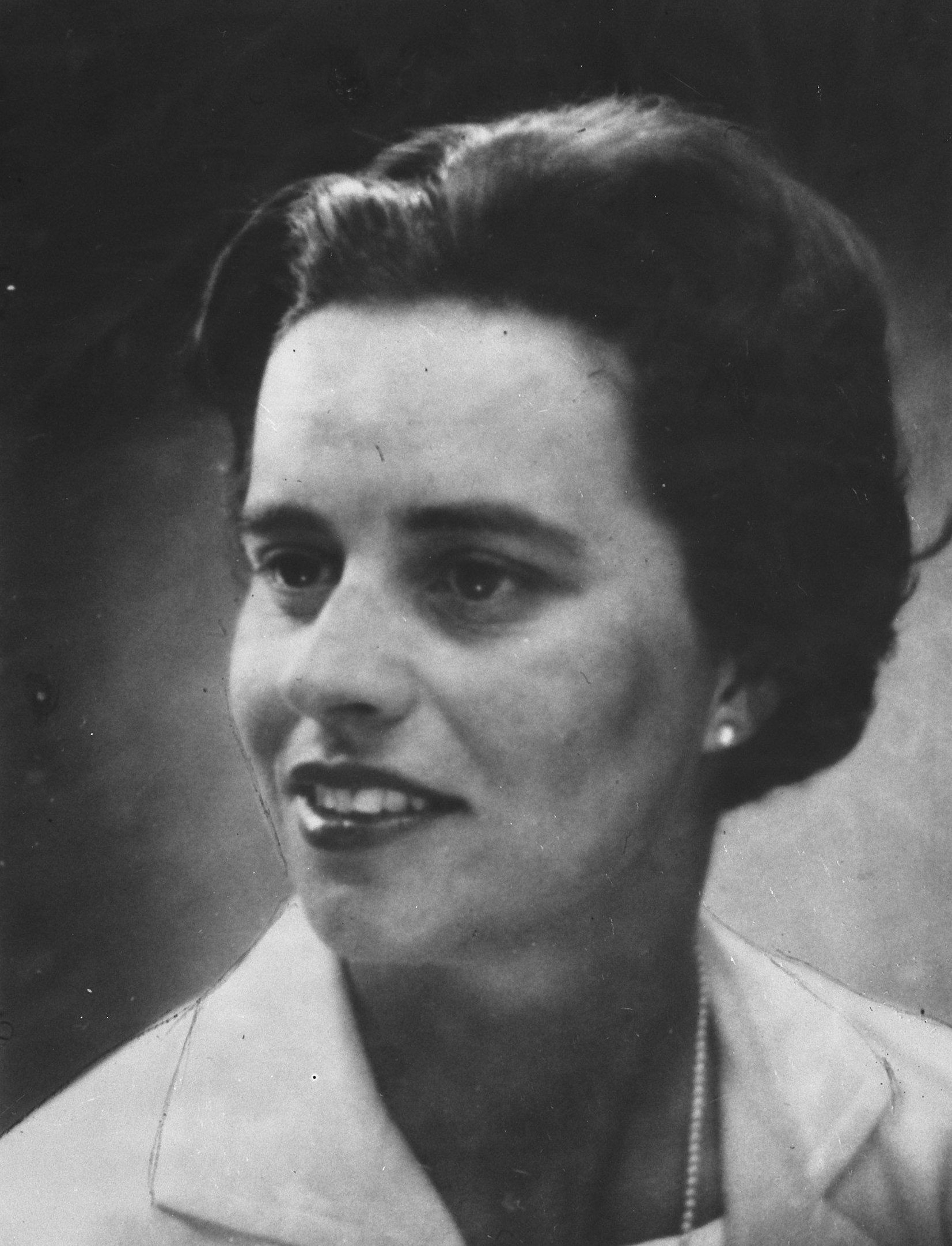
M.C.C. Wijnen (1959)

Maria Cornelia Carolina (Marie) Nahuys-Wijnen ('s-Gravenhage, 4 juni 1927 – Wassenaar, 19 juli 2015) was een Nederlands hofdame en particulier secretaresse van de koningin.

## Biografie
Wijnen was een dochter van dr. Hendrik Peter Wijnen en Jane Ellen Arnold. Zij trouwde in 1971 met verzekeraar jhr. mr. Pieter Huibert Gerard Nahuys (1917-2001), lid van de familie Nahuys, met wie zij geen kinderen kreeg; haar man had drie kinderen uit een eerder huwelijk met Hester Wilhelmina barones van Hardenbroek, vrouwe van ‘s Heeraartsberg en Bergambacht (1925-1976). Door haar huwelijk werd zij een schoonzus van jhr. mr. Cornelis Constantijn van Valkenburg (1910-1984), onder andere voorzitter van de Hoge Raad van Adel.
Wijnen was in de jaren 1950 twee jaar medewerkster van de afdeling Kabinetszaken bij de gemeente 's-Gravenhage en vier jaar particulier secretaresse bij een Haagse ambassade. Zij werd per 1 januari 1960 particulier secretaresse van prinses Beatrix en prinses Irene (dat laatste tot haar huwelijk in 1964). Later na het huwelijk van Beatrix in 1966 werd zij ook particulier secretaresse van prins Claus, hetgeen zij bleef tot 1 januari 1972. Per 1 december 1971 werd zij benoemd tot hofdame van Beatrix. Bij de troonswisseling van 1980 werd zij genoemd als mogelijk grootmeesteres. Als hofdame werd zij in 1985 honorair en opgevolgd door Julie Thate; zij kreeg toen het erekruis in de Huisorde van Oranje.